# Oncideres stillata
Oncideres stillata là một loài bọ cánh cứng trong họ Cerambycidae.